# Haßfurt
Haßfurt (pronunciación en alemán: /ˈhasfʊʁt/ⓘ) es la capital del distrito de Haßberge, en Baviera, Alemania. Está situada cerca del río Meno, 20 km al este de Schweinfurt y 30 km al noroeste de Bamberg.